# Empire: Total War
Empire: Total War — частина серії Total War розробки Creative Assembly присвячена подіям пізнього Нового періоду.

## Ігровий процес
В Empire: Total War традиційно відтворено дослідження, завоювання, колонізація та війни. Гра охоплює часи між XVIII — початком XIX століття. Гравець повинен привести свою націю до домінування в Європі, Північній Африці, Америці та Індії. На відміну від попередніх частин в E:TW, зокрема, вперше було реалізовано морські баталії у реальному часі.

## Фракції
У грі нараховується близько 50 фракцій. З них 11 доступні початково: 
- Російська імперія
- Британська імперія
- Королівство Пруссія
- Перша Французька імперія
- Іспанська імперія
- Османська імперія
- Річ Посполита
- Австрійська імперія
- Конфедерація Маратхів
- Сполучені Провінції
- Швеція

Зміни в державі відбуватимуться лише за певних умов. Наприклад, Сполучені Штати можуть виникнути лише якщо влада на цій території не зможе підтримувати порядок у суспільстві, а Французька революція відбудеться за умови, що населення Франції незадоволене своїм монархом. Фракції будуть мати різні цілі для перемоги, як то успішна колонізація, створення торгових шляхів чи домінування в певному регіоні.

## Характеристики
Empire: Total War матиме новий ігровий рушій, 3D морські бої, нові для серії, а також масштабні наземні бої з мушкетами, кавалерією та артилерією.
Генерал матиме спеціальне уміння, завдяки якому можна буде легко скликати армію.
Морські бої включатимуть:
- Реалістичну модель пошкоджень корабля.[6]
- Постріли ядрами, картеччю та шніпелями.
- Абордаж.
- Динамічну погоду, що впливатиме на хід бою.

## Преса
- На Leipzig Games Convention 2007, GameSpot повідомив найпершу інформацію про Empire: Total War.[7]
- У номері Total PC Gaming Magazine (UK edition) за листопад 2007 було опубліковане прев'ю, що включало інтерв'ю з lead designer James Russell і деякі нові скриншоти.[8]
- У номері PC Gamer UK за червень 2008 було опубліковано ексклюзивне прев'ю Empire: Total War. Воно включало більше інформації про гру та перші скриншоти наземних боїв.[5]

## Відгуки
| Агрегатор    | Оцінка                     |
| ------------ | -------------------------- |
| GameRankings | 88% (на основі 35 оглядів) |
| Metacritic   | 90% (на основі 61 оглядів) |

| Видання                    | Оцінка |
| -------------------------- | ------ |
| 1Up.com                    | A-     |
| Eurogamer                  | 9/10   |
| Game Informer              | 9.5/10 |
| GamePro                    | [ 14 ] |
| GameSpot                   | 8.5/10 |
| GameSpy                    | [ 16 ] |
| IGN                        | 9.5/10 |
| PC Format                  | 92%    |
| PC Gamer (Велика Британія) | 94%    |